# Half-Life 2
Half-Life 2 is het vervolg op het computerspel Half-Life en is net zoals zijn voorganger een singleplayer first-person shooter in een sciencefiction setting, en tevens een belangrijke titel in de Half-Life serie. Het videospel werd ontwikkeld door Valve Corporation en werd voor het eerst uitgebracht voor Windows XP op 16 november 2004. De ontwikkeling van de game kostte zo'n $40 miljoen en duurde een onvoorziene vijf jaar, nadat een deel van het project uitlekte en op het internet was verspreid.
De game werd tegelijkertijd met Source en Steam ontwikkeld. Het introduceerde de nieuwe en populaire game engine en dankzij Steam was Half-Life 2 ook de eerste game die online geactiveerd moest worden.
Zoals zijn voorganger werd Half-Life 2 met veel enthousiasme onthaald en geprezen om zijn verbeterde physics, animatie, geluid, AI, het renderen en de verhaallijn. De game won 39 'Game of the Year'(Spel van het jaar)-prijzen, en verscheidene publicaties hebben het zelfs 'game van het decennium' genoemd. Meer dan 6,5 miljoen exemplaren van Half-Life 2 waren reeds verkocht op 3 december 2008, wat het spel tot een van de best verkochte pc-games maakt. Hierbij werden de opmerkelijke verkoopcijfers via Steam niet meegerekend.

## Gameplay
Half-Life 2 is een first-person shooter, en zoals in het voorgaande deel Half-Life kruipt de speler in de huid van het hoofdpersonage Gordon Freeman. Half-Life 2 hanteert hetzelfde besturingssysteem als in Half-Life. Het wapensysteem is identiek, alsook het gezondheidssysteem en de interactie met voorwerpen en personages. Er is ook weer een gelijkaardige variatie aan vijanden aanwezig: sommigen dragen vuurwapens en opereren in groep, sommigen kunnen granaten gooien en gebruiken krachtige wapens, terwijl nog anderen het meer moeten hebben van kracht of van snelheid. De wapens in de game bevatten onder andere gewone "menselijke" wapens en buitenaardse wapens van de Combine. Gordon kan zijn tegenstanders direct doden door het gebruik van wapens, of indirect door gebruik te maken van de omgeving, zoals exploderende vaten of gasbranden. In twee onderdelen van het spel bestuurt de speler twee voertuigen: een soort moerasboot en een buggy.
Dankzij de nieuwe physics komt de speler vaak te staan voor nieuwe puzzels die gerelateerd zijn met de dynamische omgeving. In tegenstelling tot de vooraf bepaalde puzzels uit Half-Life draait alles nu om de nieuwe mogelijkheid van de speler om objecten op te pakken, te verplaatsen en neer te zetten. De oplossingen hangen af van de fysieke kenmerken van de objecten, waarbij vorm, gewicht en zelfs de Wet van Archimedes (kortweg of een object kan drijven) een rol speelt. Bijvoorbeeld in het eerste deel moet Gordon een aantal kratten op elkaar stapelen zodat hij door een raam kan ontsnappen. Later in het spel krijgt de speler de Gravity gun, waarmee de speler kleine objecten vanaf een afstand kan grijpen, de positie ervan kan manipuleren of ze aan een hoge snelheid kan wegslingeren. De Gravity gun wordt zowel gebruikt om puzzels op te lossen als in gevechten.
Net zoals in Half-Life heeft de game geen enkele cutscenes, en weinig wordt direct uitgelegd in de game. Daarentegen moet de speler zelf zijn conclusies proberen trekken en details achterhalen door middel van hints en toespelingen. Veel van deze hints zitten verborgen in de gedetailleerde en interactieve scènes tijdens conversaties tussen personages onderling of rechtstreeks met Gordon.

## Setting
In Half-Life 2 wordt een alternatieve loop van de geschiedenis gehanteerd. De aarde is gedwongen in slavernij te leven door de Combine, een multidimensionaal rijk. De game speelt zich in en rond de fictieve Oost-Europese stad City 17 af, een aantal jaar na de gebeurtenissen in Half-Life. In Half-Life hadden wetenschappers van de Black Mesa Research Facility (Black Mesa Onderzoekscentrum) per ongeluk portalen naar een buitenaardse wereld geopend. In de periode tussen Half-Life en Half-Life 2 trok het portaal de aandacht van de Combine. De Combine nam de Aarde al snel over in de 'Zeven Uren-oorlog', onderdrukte de overgebleven mensen en dwong ze in verschillende vroegere steden te leven. De Combine maakte gebruik van een energieveld om de mogelijkheid van mensen om zich voort te planten in te dammen, en langzaamaan werden de mensen in de steden gehersenspoeld. City 17 werd het centrum van de Combine, en hier bouwden ze de gigantische Citadel, waar Dr. Breen, de vertegenwoordiger van de mensheid die had onderhandeld om het einde van de Zeven Uren-oorlog en nu de bestuurder van City 17 was, zijn kantoor had. Een kleine verzetsgroep van de mensen bleef ondergronds bestaan en kon zich verschuilen voor de troepen van de Combine.

### Plot
De game begint wanneer Gordon Freeman uit zijn stase (hyperslaap) wordt gehaald door de mysterieuze G-Man. Gordon komt aan in City 17, een Oost-Europese stad die volledig door de Combine wordt beheerst. Al gauw sluit Gordon zich aan bij een verzetsbeweging, georganiseerd door sympathisanten en wetenschappers van Black Mesa, waaronder Barney Calhoun en Alyx, de dochter van Gordon's vroegere collega dr. Eli Vance. Na een mislukte poging om hem te teleporteren naar Black Mesa East vanuit dr. Kleiner's laboratorium, moet Gordon te voet verder. Nadat hij een moerasboot heeft gevonden en zich een weg heeft gebaand door de oude kanalen, bereikt hij uiteindelijk Black Mesa East, een aantal kilometers verder van de stad. Daar ontmoet Gordon Eli opnieuw, en wordt hij van de stand van zaken ingelicht door dr. Judith Mossman. Nadat Alyx Gordon laat kennis maken met Dog en de zero point energy field manipulator, oftewel "gravitygun" (een handwapen dat zwaartekracht beïnvloedt), wordt het lab door de Combine aangevallen. Eli wordt gevangengenomen en naar de gevangenis van de Combine gebracht; Nova Prospekt, en Mossman is vermist. Gordon wordt gedwongen om een omweg te maken door Ravenholm, een door zombies bevolkt oord, waar hij de hulp krijgt van pater Grigori. Nadat hij zich een weg heeft gebaand door een mijn en sluipschutters heeft bestreden langs een spoorweg helpt Gordon een van de leiders van het verzet om Lighthouse Point (een strategisch kwartier van het verzet) te verdedigen tegen een aanval van de Combine.
Na Highway 17 te hebben afgereisd en een door antlions vergeven strand te hebben doorkruist, bereiken Gordon en Alyx uiteindelijk Nova Prospekt. Ze slagen erin Eli te vinden en ontdekken daarbovenop dat Mossman een informant is van de Combine. Voordat ze haar kunnen tegenhouden teleporteert Mossman zichzelf en Eli terug naar de Citadel van City 17. Ze proberen hen achterna te gaan, maar worden het slachtoffer van een fout bij het teleporteren, en het systeem crasht.
De twee worden opnieuw gematerialiseerd in het laboratorium van dr. Kleiner, maar een week na de gefaalde poging. In tussentijd heeft het verzet zich weten te mobiliseren tegen de Combine, en City 17 is een oorlogsgebied geworden. Tijdens de strijd wordt Alyx door de Combine gevangengenomen en weggevoerd naar de Citadel.
Gordon weet in de Citadel te komen om Alyx en Eli te bevrijden, maar loopt in een val van de Combine waardoor al zijn wapens worden vernietigd. De gravitygun wordt echter niet vernietigd maar diens capaciteiten worden juist versterkt. Door middel van de veel krachtigere gravitygun kan Gordon ontsnappen en hele pelotons van de Combine uitschakelen. Uiteindelijk wordt Gordon overmeesterd en naar het kantoor van dr. Breen gevoerd. Daar wachten dr. Breen en Mossman hem op, terwijl ook Eli en Alyx er worden gevangen gehouden. Dr. Breen begint zijn plan om de mensheid verder door de Combine te laten overheersen uit te doeken te doen. Dit is echter in tegenstelling tot wat hij dr. Mossman had verteld, en in haar woede bevrijdt ze Gordon, Alyx en Eli. Dr. Breen doet een ontsnappingspoging via een donker energieportaal, maar Gordon en Alyx achtervolgen hem en vernietigen de reactor. Net voordat de explosie de twee zal meesleuren verschijnt G-Man, en plaatst Gordon terug in stase.

## Mods
Half-Life 2 bracht, net als zijn voorganger Half-Life, een grote inspiratie voor modders en bracht mods voort zoals Garry's Mod, een soort sandbox voor de Source engine. En Black Mesa, een remake mod die het verhaal van het originele deel van Half Life opnieuw vertelt.

## Soundtrack
Alle tracks werden gecomponeerd door Kelly Bailey. Mensen die de "Gold Package"-editie van de game hadden gekocht kregen onder andere een cd waarop vrijwel alle nummers uit de game staan, en nog eens drie bonustracks. Deze cd kan ook apart gekocht worden via de online store van Valve.
Nummers 16, 18 en 42 zijn bonustracks die exclusief op de cd staan. Nummers 44 en 51 zijn nummers van de game die niet op het album staan. Veel van de nummers kregen een nieuwe titel en werden van de Half-Life soundtrack overgenomen; de namen tussen de haakjes zijn de originele titels. Nummers 34, 41 en 42 zijn remixen.
| Nr. | Titel                                               | Duur  |
| --- | --------------------------------------------------- | ----- |
| 1.  | Hazardous Environments (Valve Theme [Long Version]) | 01:22 |
| 2.  | CP Violation                                        | 01:43 |
| 3.  | The Innsbruck Experiment                            | 01:05 |
| 4.  | Brane Scan                                          | 01:38 |
| 5.  | Dark Energy                                         | 01:30 |
| 6.  | Requiem for Ravenholm                               | 00:31 |
| 7.  | Pulse Phase                                         | 00:45 |
| 8.  | Ravenholm Reprise                                   | 00:50 |
| 9.  | Probably Not A Problem                              | 01:24 |
| 10. | Calabi-Yau Model                                    | 01:44 |
| 11. | Slow Light                                          | 00:42 |
| 12. | Apprehension and Evasion                            | 02:15 |
| 13. | Hunter Down                                         | 00:13 |
| 14. | Our Resurrected Teleport                            | 01:09 |
| 15. | Miscount Detected                                   | 00:46 |
| 16. | Headhumper                                          | 00:06 |
| 17. | Triage at Dawn                                      | 00:43 |
| 18. | Combine Harvester                                   | 01:23 |
| 19. | Lab Practicum                                       | 02:52 |
| 20. | Nova Prospekt                                       | 01:55 |
| 21. | Broken Symmetry                                     | 00:53 |
| 22. | LG Orbifold                                         | 02:50 |
| 23. | Kaon                                                | 01:09 |
| 24. | You're Not Supposed to Be Here                      | 02:39 |
| 25. | Suppression Field                                   | 01:01 |
| 26. | Hard Fought                                         | 01:13 |
| 27. | Particle Ghost                                      | 01:38 |
| 28. | Shadows Fore and Aft                                | 01:24 |
| 29. | Neutrino Trap (Hurricane Strings)                   | 01:33 |
| 30. | Zero Point Energy Field (Cavern Ambiance)           | 01:40 |
| 31. | Echoes of a Resonance Cascade (Space Ocean)         | 01:36 |
| 32. | Black Mesa Inbound (Vague Voices)                   | 02:11 |
| 33. | Xen Relay (Threatening Short)                       | 00:37 |
| 34. | Tracking Device (Credits / Closing Theme)           | 01:01 |
| 35. | Singularity (Traveling Through Limbo)               | 01:17 |
| 36. | Dirac Shore (Dimensionless Deepness)                | 01:24 |
| 37. | Escape Array (Electric Guitar Ambiance)             | 01:24 |
| 38. | Negative Pressure (Steam in the Pipes)              | 01:55 |
| 39. | Tau-9 (Drums and Riffs)                             | 02:03 |
| 40. | Something Secret Steers Us (Nuclear Mission Jam)    | 02:00 |
| 41. | Triple Entanglement (Sirens in the Distance)        | 01:30 |
| 42. | Biozeminade Fragment (Alien Shock)                  | 00:30 |
| 43. | Lambda Core (Diabolical Adrenaline Guitar)          | 01:44 |
| 44. | Entanglement                                        | 00:39 |
| 45. | Highway 17                                          | 00:59 |
| 46. | A Red Letter Day                                    | 00:29 |
| 47. | Sand Traps                                          | 00:34 |
| 48. | CP Violation (Remix)                                | 01:45 |
| 49. | Trainstation PT. 1                                  | 01:30 |
| 50. | Trainstation PT. 2                                  | 01:12 |
| 51. | Radio                                               | 00:39 |

## Ontvangst
Het spel werd overwegend positief ontvangen:
| Beoordeeld door        | PC Rating | Xbox Rating |
| ---------------------- | --------- | ----------- |
| Edge                   | 100%      | -           |
| IGN                    | 97%       | 94%         |
| Game Informer          | 95%       | 72,5%       |
| GameSpot               | 92%       | 83%         |
| GameTrailers           | -         | 85%         |
| Official Xbox Magazine | -         | 85%         |

## Trivia
- Het spel is opgenomen in het boek 1001 Video Games You Must Play Before You Die van Tony Mott.